# Nepoziční číselná soustava
Nepoziční číselná soustava je způsob reprezentace čísel, ve kterém není
hodnota číslice dána jejím umístěním v dané sekvenci číslic. Tyto způsoby zápisu
čísel se dnes již téměř nepoužívají a jsou považovány za zastaralé.
V nejjednodušším systému stačí sečíst hodnoty jednotlivých číslic. Pokud by
například byly hodnoty symbolů následující: A=1, B=10, C=100, D=1000, pak by
vyjádřením čísla 3542 mohl být například řetězec „AABBBBCCCCCDDD“, ale stejně dobře i „ACDABBCCCCDDBB“ apod. (z hlediska hodnoty, ale za cenu horší srozumitelnosti).

## Nevýhody
- Často neobsahovaly symbol pro nulu a záporná čísla
- Dlouhý zápis čísel, která výrazně převyšují hodnotu největšího symbolu soustavy

## Výhody
- Jednoduché sčítání a odečítání

## Příklady nepozičních číselných soustav
- Římské číslice
- Egyptské číslice
- Řecké číslice
- Etruské číslice
- Jedničková soustava
- Soustava zbytkových tříd

## Kombinace s poziční soustavou
Typickým příkladem praktické realizace takové soustavy je kuličkové počítadlo. V jednotlivých řádcích jsou čísla vyjadřována nepozičně počtem kuliček. Celé počítadlo pak může fungovat jen pro zobrazení čísel daných počtem kuliček na jedné straně drátů (nepozičně), nebo mohou být jednotlivé řádky (dráty) chápány jako vyjádření řádů (pozičně).